# Slave of Kiss
Slave of Kiss (SLAVE of KISS) è il settimo singolo della cantautrice giapponese Nana Kitade, pubblicato l'8 febbraio 2006. Raggiunse la posizione numero 79 dell'Oricon. La canzone Sweet frozen Kiss è compresa nell'album I scream, uscito nel dicembre 2006.

## Tracce
1. KISS
2. KISU wo Kudasai (キスを下さい)
3. KISS or KISS (English Version)
4. Sweet frozen Kiss